# Campionati del Mediterraneo under 23 di atletica leggera
I Campionati del Mediterraneo under 23 di atletica leggera sono una competizione di atletica leggera organizzata dalla Mediterranean Athletics Union (MAU) e riservata ad atleti della categoria under 23.
La manifestazione, a cui possono partecipare atleti provenienti dai 28 paesi che fanno parte della federazione, ha cadenza biennale e si svolge negli anni pari. Sono state organizzate quattro edizioni dei campionati: la prima si è tenuta ad Aubagne, la seconda a Tunisi, la terza a Jesolo e la quarta a Pescara.
Durante la manifestazione si svolgono tutte le gare su pista ad eccezione delle prove multiple e della maratona e vengono seguite le regole imposte dalla World Athletics.

## Edizioni
| Edizione | Anno | Città    | Nazione | Data              | Sede                                 |
| -------- | ---- | -------- | ------- | ----------------- | ------------------------------------ |
| 1        | 2014 | Aubagne  | Francia | 14 - 15 giugno    |                                      |
| 2        | 2016 | Tunisi   | Tunisia | 4 - 5 giugno      |                                      |
| 3        | 2018 | Jesolo   | Italia  | 9 - 10 giugno     | Stadio Armando Picchi                |
| -        | 2020 | La Nucia | Spagna  | 6 - 7 giugno      |                                      |
| 4        | 2022 | Pescara  | Italia  | 10 - 11 settembre | Stadio Adriatico-Giovanni Cornacchia |
| 5        | 2024 | Ismailia | Egitto  | 18 - 19 maggio    | Stadio Ismailia                      |

## Medagliere generale
Statistiche aggiornate a Pescara 2022.
| Posizione | Paese      | Oro | Argento | Bronzo | Totale |
| --------- | ---------- | --- | ------- | ------ | ------ |
| 1         | Francia    | 63  | 36      | 29     | 128    |
| 2         | Italia     | 48  | 53      | 42     | 143    |
| 3         | Spagna     | 16  | 24      | 34     | 74     |
| 4         | Turchia    | 11  | 15      | 22     | 48     |
| 5         | Tunisia    | 5   | 12      | 4      | 21     |
| 6         | Portogallo | 5   | 5       | 3      | 13     |
| 7         | Grecia     | 3   | 1       | 4      | 8      |
| 8         | Egitto     | 2   | 3       | 5      | 10     |
| 9         | Algeria    | 2   | 1       | 3      | 6      |
| 10        | Cipro      | 2   | 1       | 0      | 3      |
| 11        | Croazia    | 1   | 4       | 2      | 7      |
| 12        | Marocco    | 1   | 2       | 3      | 6      |
| 13        | Israele    | 1   | 1       | 1      | 3      |
| 13        | Montenegro | 1   | 1       | 1      | 3      |
| 15        | Serbia     | 1   | 0       | 0      | 1      |
| 16        | Kosovo     | 0   | 1       | 0      | 1      |
| 16        | Libia      | 0   | 1       | 0      | 1      |
| 16        | Slovenia   | 0   | 1       | 0      | 1      |
| 19        | Libano     | 0   | 0       | 1      | 1      |
| 19        | Malta      | 0   | 0       | 1      | 1      |
| 19        | San Marino | 0   | 0       | 1      | 1      |
| Totale    | Totale     | 162 | 162     | 156    | 480    |